# Боскович, Александер Урия
Александер Урия Боскович (16 августа 1907, Клойзенберг, ныне Румыния — 5 ноября 1964, Тель-Авив, Израиль) — израильский композитор, профессор, лауреат премии Энгеля (1946).

## Биография
В 1920-х учился в Париже и Вене. До репатриации в подмандатную Палестину
(1938) работал в родном Клуже, выступал как дирижёр и пианист. В своей музыке стремился осуществить синтез еврейской духовной и музыкальной традиции с современными методами композиции. С 1955 — музыкальный критик газеты «Гаарец».
Автор серии очерков о Средиземноморской музыке Израиля, соединившей западные и восточные мотивы в музыке.